# 데이비드슨 쥰 마르케스
데이비드슨 쥰 마르케스(일본어: ディビッドソン 純 マーカス, 1983년 6월 7일 ~ )는 일본의 전 축구 선수이다.

## 구단 경력
과거 오미야 아르디자, 알비렉스 니가타, 비셀 고베, 콘사돌레 삿포로, 캐롤라이나 레일호크스, 도쿠시마 보르티스, 밴쿠버 화이트캡스, 시암 네이비, 샬럿 인디펜던스에서 활동하였다.